# Resolutie 716 Veiligheidsraad Verenigde Naties
Resolutie 716 van de Veiligheidsraad van de Verenigde Naties werd unaniem aangenomen op 11 oktober 1991.

## Achtergrond
Nadat in 1964 geweld was uitgebroken tussen de Griekse- en Turkse bevolkingsgroep op Cyprus, stationeerden de VN de UNFICYP-vredesmacht op het eiland. Die macht werd vervolgens om het half jaar verlengd. 
In 1974 bezette Turkije het noorden van Cyprus na een Griekse poging tot staatsgreep. In 1983 werd dat noordelijke deel met Turkse steun van Cyprus afgescheurd. Midden 1990 begon het toetredingsproces van (Grieks-)Cyprus tot de Europese Unie, maar de EU erkende de Turkse Republiek Noord-Cyprus niet.

## Inhoud
De Veiligheidsraad:
- beraadde zich over het rapport van de secretaris-generaal over diens missie in Cyprus;
- is tevreden over de gemaakte vooruitgang bij het voorbereiden van ideeën als basis voor een raamakkoord;
- is bezorgd over de moeilijkheden daarbij;
- betreurt dat de voorziene hoge internationale bijeenkomst niet kon doorgaan;

1. looft de inspanningen van de secretaris-generaal en steunt diens rapport en waarnemingen;
2. bevestigt zijn vorige resoluties over Cyprus;
3. bevestigt ook zijn standpunt inzake de kwestie-Cyprus, uitgedrukt in resolutie 649, dat de fundamentele principes voor een akkoord soevereiniteit, onafhankelijkheid, territoriale integriteit en neutraliteit zijn zonder eenmaking met enig ander land of enige andere vorm van deling en de instelling van een nieuwe grondwet die het welzijn van de Griekse en de Turkse gemeenschap in een federatie van twee gemeenschappen moet verzekeren;
4. bevestigt verder zijn standpunt dat de oplossing één staat met twee gelijke gemeenschappen is;
5. roept de partijen op om deze principes aan te nemen en binnen dat kader te onderhandelen zonder ervan af te wijken;
6. bevestigt dat de missie van de secretaris-generaal voor beide gemeenschappen is die op gelijke voet deelnemen;
7. steunt de secretaris-generaals intentie om in november opnieuw te praten met de twee betrokken partijen, Griekenland en Turkije, om de ideeën af te voltooien;
8. bedenkt dat een hoge internationale bijeenkomst een effectief instrument is om tot een kaderakkoord te komen;
9. vraagt de leiders van de twee gemeenschappen, Griekenland en Turkije, samen te werken met de secretaris-generaal om die bijeenkomst nog dit jaar te houden;
10. vraagt de secretaris-generaal in november te rapporteren of er genoeg vooruitgang is gemaakt om de bijeenkomst te houden.

## Verwante resoluties
- Resolutie 697 Veiligheidsraad Verenigde Naties
- Resolutie 698 Veiligheidsraad Verenigde Naties
- Resolutie 723 Veiligheidsraad Verenigde Naties
- Resolutie 750 Veiligheidsraad Verenigde Naties (1992)

Lijst ·  684 ·  685 ·  686 ·  687 ·  688 ·  689 ·  690 ·  691 ·  692 ·  693 ·  694 ·  695 ·  696 ·  697 ·  698 ·  699 ·  700 ·  701 ·  702 ·  703 ·  704 ·  705 ·  706 ·  707 ·  708 ·  709 ·  710 ·  711 ·  712 ·  713 ·  714 ·  715 ·  716 ·  717 ·  718 ·  719 ·  720 ·  721 ·  722 ·  723 ·  724 ·  725